# STS-78
STS-78は、スペースシャトル計画で5回目となるスペースラブでの生命と微小重力の実験のために行われたミッションである。国際宇宙ステーション(ISS)の準備も行われた。オービタはコロンビアが用いられ、1996年6月20日にケネディ宇宙センターからの打上げに成功した。

## 乗組員
- 船長 - テレンス・ヘンリックス（英語版） (4)
- 操縦手 - ケビン･クレーゲル（英語版） (2)
- ミッションスペシャリスト1 - リチャード・リネハン（英語版） (1)
- ミッションスペシャリスト2 - スーザン・J・ヘルムズ (3)
- ミッションスペシャリスト3 - チャールズ・ブレイディ（英語版） (1)
- ペイロードスペシャリスト1 - ジャン＝ジャック・ファビエ（英語版）,CNES (1)
- ペイロードスペシャリスト2 - ロバート・サースク,CSA(1)

### バックアップ
- ペイロードスペシャリスト - ペドロ・デュケ,ESA
- ペイロードスペシャリスト - ルカ・ウルバニ,ASI

## 目的
- ISSへの滞在の準備として、長期間の飛行がヒトの生理機能に与える影響の研究
- スペースラブを用いた22の生物及び微小重力実験
- 軌道上の衛星の高度を上げるための姿勢制御システムの利用の試験

## ハイライト
16日間と21時間のミッションで、乗組員はISSへの長期滞在の準備のために、長期間の宇宙飛行による人体への影響について実験を行い、現在ISSで行われているのと似たような実験も行った。
打上げ後、コロンビアは高度278km、軌道傾斜角39°の軌道まで達し、7人の乗組員は地球と同じリズムで睡眠でき、機体上の微小重力実験に影響を与える振動や加速度を最小限に抑えることができた。
軌道に達すると、乗組員は13mの長さの加圧スペースラブモジュールに入り、40以上の科学実験を行った。彼らはモジュールの実験室を用いただけではなく、ミッドデッキのロッカーも実験に用いられた。13の実験は人体への微小重力の影響を研究するもので、他の6つはほぼ無重力の環境での液体や金属の振舞いを研究するものや金属合金、タンパク質結晶を生成するものであった。乗組員は、初となる微小重力での睡眠パターンの実験や宇宙における骨や筋肉の喪失に関する調査も行った。また、液体物理学を研究するためのBubble, Drop and Particle Unit (BDPU)のハードウェアに生じた問題の解消が行われた。
またこのミッションでは、後に2度目のハッブル宇宙望遠鏡ミッションで使われた、太陽電池アレイに損傷を与えずに望遠鏡の高度を上昇させる手順の試験も行われた。この試験の際、全てのペイロードに影響を与えないように、コロンビアの姿勢制御用のバーニアスラスタで少しずつシャトルの高度を上げた。この試験は成功し、後にSTS-82のディスカバリーや、シャトルが訪れた際のISSの軌道の変更にも何度も用いられた。
このミッションでは、飛行中の問題は特に発生しなかった。スペースシャトル計画のミッションとしては78回目で、コロンビアにとっては20回目の飛行となった。